# Verwaltungsgemeinschaft Haselgrund
La Verwaltungsgemeinschaft Haselgrund est une communauté d'administration allemande qui regroupe 7 communes du land de Thuringe, dans l'arrondissement de Schmalkalden-Meiningen, au centre de l'Allemagne. En 2015, sa population est de 5 578 habitants.

## Source de la traduction
- (de) Cet article est partiellement ou en totalité issu de l’article de Wikipédia en allemand intitulé « Verwaltungsgemeinschaft Haselgrund » (voir la liste des auteurs).